# Concierto benéfico por el Conservatorio Narciso Yepes de Lorca
Concierto benéfico por el conservatorio Narciso Yepes de Lorca es el primer disco en vivo del grupo español de música pop Vetusta Morla, grabado en directo junto a la Orquesta Sinfónica de la Región de Murcia para recaudar fondos a favor del Conservatorio Narciso Yepes de Lorca, que quedó inutilizado por los desperfectos causados por el seísmo que afectó a la localidad el 11 de mayo de 2011. El concierto se grabó en el Auditorio Víctor Villegas de Murcia el 31 de mayo y 1 de junio de 2012.

## Lista de canciones
1. Los días raros - 6:40
2. Rey Sol - 3:47
3. Presentación - 1:27
4. Canción de vuelta - 4:37
5. Maldita dulzura - 3:40
6. Escudo humano - 4:56
7. En el río - 3:12
8. Copenhague - 5:54
9. Un día en el mundo - 5:02
10. Al respirar - 4:40
11. Boca en la tierra - 3:45
12. Sálvese quien pueda - 4:27
13. Lo que te hace grande - 4:20
14. Saharabbey Road - 4:50
15. Iglús - 3:10
16. Baldosas amarillas - 5:41

- Datos: Q16302923